# Малютин, Павел Семёнович
Павел Семёнович Малютин (23 июля (3 августа) 1792, Москва — 23 августа (4 сентября) 1860, Нижний Новгород) — российский предприниматель, купец 1-й гильдии, Потомственный почетный гражданин (с 1837 г.), владелец торгового дома «П. Малютин и Кo», меценат и благотворитель.

## Биография
Павел Семёнович Малютин родился в Москве 23 июля (3 августа) 1792 года в купеческой семье.
Его отец, Семён Семёнович Малютин (1749—1831) происходил из Калужской губернии, числился купцом 3-й гильдии в Калуге. С 1786 года он записался в московские купцы 3-й гильдии и женился на дочери известного московского купца Г. И. Плотникова, Авдотье Григорьевне. В 1821 году причислен к купцам 2-й гильдии, а в 1830 — 1-й гильдии. Торговал москательным товаром (краски, клеи, технические масла и другие химические вещества) в Москве и с 1824 года — в Санкт-Петербурге. К концу жизни его состояние превышало 2 миллиона рублей.
Дело С. С. Малютина унаследовали сыновья, образовав общество «Братья Малютины»: Михаил Семёнович Малютин (1790—1857) вёл дела в Санкт-Петербурге, Павел Семёнович — в Москве; Николай Семёнович Малютин (1800—1852) им помогал. Основным делом Общества стала торговля текстильными изделиями: платками, ситцами и холстинкой, затем парчой, бумажной пряжей, хлопком-сырцом, суконными товарами; занимались они также оптовыми поставками чая и козьего пуха, наладили сбыт товаров в с. Иваново и Вознесенском Посаде (с 1871 г. — Иваново-Вознесенск), Казани и Астрахани, постоянно участвовали в Нижегородской и Ростовской ярмарках. К 1835 году оборот только Петербургского отделения Общества превышал 3,5 миллиона рублей. В 1837 году открыли химический завод в с. Купавна Богородского уезда Московской губернии, в 1843 году купили бумагопрядильную фабрику кн. Голицыных-Прозоровских в селе Раменское Бронницкого уезда Московской губернии и переоборудовали её; устроили бумаготкацкую фабрику в Москве, впоследствии приобрели золотые прииски в Томской губернии, Кокшанский химический завод (совместно с Ушковыми) в Елабужском уезде Вятской губернии, лесные дачи (10,5 тыс. га) и стекольный завод в Кадниковском уезде Вологодской губернии и др. предприятия, в 1860 году открыли свеклосахарный завод в с. Докторово Богородского уезда Московской губернии.
После смерти бездетных братьев, М. С. и Н. С. Малютиных, всё имущество общества «Братья Малютины» перешло во владение Павла Семёновича Малютина, который переименовал его в Торговый дом «Павел Малютин и Кo». Его сыновья Семён Павлович (ок. 1842 — не позднее 1869), Михаил Павлович (1850—1902), Николай Павлович (16.5.1852 — 2.7.1907), Павел Павлович (1856—1892), унаследовали от отца 6,3 млн. руб. серебром и после окончания Московского коммерческого училища стали директорами семейного торгового дома, переименованного в 1869 в «Павла Малютина сыновья».